# 装机模拟器
《装机模拟器》是一款由Claudiu Kiss开发并由The Irregular Corporation发行的装机模拟游戏。玩家将经营一家电脑公司，帮助其他人修理及组装电脑。游戏于2018年3月27日透过Steam发布早期测试版，于2019年1月30日透过Steam发布正式版（Microsoft Windows平台）。
其續作《裝機模擬器2》於2022年10月13日在epic遊戲商城發布正式版（Microsoft Windows平台）
。

## 游戏玩法
玩家将会接手叔叔的工作，成为电脑公司的老板，接下顾客的任务要求，帮助他们修复电脑。玩家接到的任务各式各样，从清理电脑病毒到组装电脑的任务都可能会收到。玩家完成后就可以收到报酬。玩家也必须到网络商店购买电脑零件，例如记忆体、显卡和主板。
玩家在游戏开始也手持着U盘、散熱膏和空氣除塵器。散热膏和空气除尘器分别用来在更换CPU时涂上避免主机过热以及吹掉主机的灰尘。U盘中会有不同的软件，像是清理病毒的病毒扫描程序和测试主体运行速度的3DMark。
游戏以天数的时间进行。有些顾客会限定任务进行的时间，所以玩家必须在当天来临前完成。购买的商品也需要花几天送到，主要看玩家选择支付的货运费。